# Bursowszczyzna
Bursowszczyzna – dawna wieś na Białorusi, w obwodzie grodzieńskim, w rejonie brzostowickim, w sielsowiecie Pograniczny.
W dwudziestoleciu międzywojennym leżała w Polsce, w województwie białostockim, w powiecie grodzieńskim, w gminie Hołynka.
Według Powszechnego Spisu Ludności z 1921 roku zamieszkiwało tu 228 osób, 1 była wyznania rzymskokatolickiego, 217 prawosławnego a 10 mojżeszowego. Jednocześnie 12 mieszkańców zadeklarowało polską przynależność narodową, 206 białoruską a 10 żydowską. Było tu 30 budynków mieszkalnych.